# Roc LaFortune
 (avril 2020).
Si vous disposez d'ouvrages ou d'articles de référence ou si vous connaissez des sites web de qualité traitant du thème abordé ici, merci de compléter l'article en donnant les références utiles à sa vérifiabilité et en les liant à la section « Notes et références ».
Pour les articles homonymes, voir LaFortune.
Roc Lafortune est un acteur et scénariste québécois né le 21 décembre 1956 à Lachute (Canada). Connu du grand public pour son rôle de Julien dans les films et la série télévisée Les Boys. Sa réplique la plus célèbre est la suivante : « Mon équipe est fière de sélectionner Lyle Odelein ! »

## Filmographie

### Cinéma
- 1988 : Londeleau
- 1988 : À corps perdu : employé aquarium
- 1989 : Dans le ventre du dragon : poursuivant 2
- 1990 : Perfectly Normal : St. John's Ambulance Man
- 1991 : La Tranchée
- 1992 : La Sarrasine : policier
- 1992 : Coyote : patron de Coyote
- 1994 : Bolt : Biker #2
- 1994 : Mrs Parker et le Cercle vicieux : Bartender (1958)
- 1995 : Kids of the Round Table : Gil
- 1996 : Frankenstein and Me : shérif Gonzalez
- 1996 : Dead End
- 1996 : Jeunes Gens : l'étranger
- 1996 : Coyote Run : Rooks
- 1997 : Strip Search : Lance
- 1997 : État d'urgence : Abbott
- 1997 : Les Boys : Julien
- 1998 : You Can Thank Me Later : TV Repairman
- 1998 : Une fille aux commandes : capitaine Lopez
- 1998 : Le Dernier Templier : David Schulman
- 1998 : Free Money : Dwayne
- 1998 : Les Boys 2 : Julien
- 1999 : Quand je serai parti... vous vivrez encore
- 2000 : Méchant party : Daniel
- 2000 : La Liste : Dom Roselli
- 2001 : Les Boys 3 : Julien
- 2002 : Pluto Nash : Jimmy
- 2003 : La Grande Séduction : Charles Campeau
- 2004 : Nouvelle-France : sergent Lavigueur
- 2004 : C'est pas moi, c'est l'autre
- 2005 : Les Boys 4 : Julien
- 2008 : Les Lavigueur, la vraie histoire : Frank Lemieux
- 2008 : La Chorale de Noël : Hector
- 2009 : Assassin's Creed: Lineage (courts métrages) : prisonnier / homme #1
- 2010 : Territoires (Territories) : Sam
- 2010 : Curling : Kennedy
- 2011 : Sortilège (Beastly) : le père de Lindy
- 2013 : Il était une fois les Boys : sergent St-Pierre
- 2016 : Boris sans Béatrice : maire
- 2020 : Aline : Anglomard, père d'Aline

### Télévision
- 1986 : Babar and Father Christmas : gendarme (voix)
- 1996 : Omerta, la loi du silence : Dave Lambert
- 1996 : Marguerite Volant : Charest
- 1997 : Omertà II - La loi du silence : Dave Lambert
- 1998 : Réseaux : François Latendresse
- 1999 : Radio : Josélito Michaud
- 1999 : Histoires de filles : Mike Pinchaud
- 1999 : Chantage sans issue (36 Hours to Die) : Luca
- 1999 : Bonanno: A Godfather's Story : Santo Trafficante
- 2000 : Dans une galaxie près de chez vous : Réal Estate
- 2000 : Nuremberg : Rudolf Hess
- 2002 : Napoléon : Louis-Joseph Marchand
- 2004 : Camera Café : Cricri
- 2005 : Le Négociateur : Sylvio « Sly » St-Louis
- 2007 : Les Boys : Julien
- 2016 : Les Pays d'en haut : Jambe-de-bois
- 2023 - : Doute raisonnable : André Gaudreault
- 2023 - :  À cœur battant : Jean-Pierre Dufour

### Jeu vidéo
- 2009 : Assassin's Creed II : Carlo Grimaldi (voix)

### Comme scénariste
- 1998 : Une fille aux commandes (Airspeed)
- 2000 : Fantômes d'amour (Believe)